# Cừu Iceland

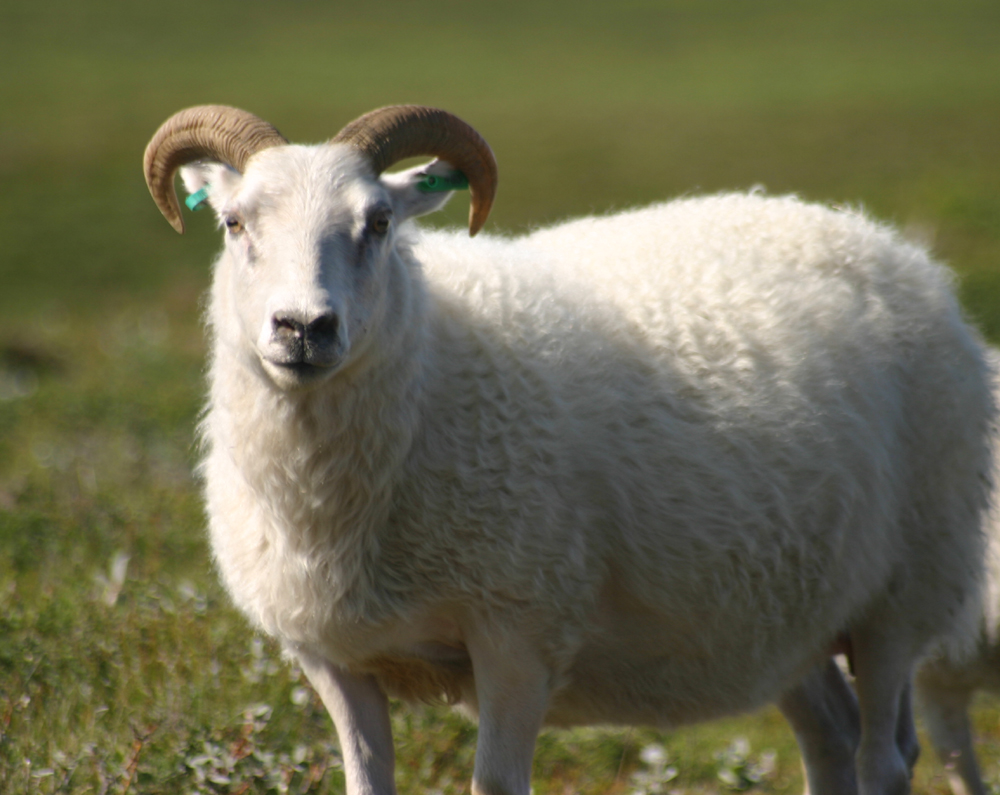
Một con cừu đực Iceland

Cừu Iceland (tiếng Iceland: íslenska sauðkindin) là một giống cừu nhà có nguồn gốc từ Iceland. Các giống cừu Iceland là một trong những cừu đuôi ngắn phương Bắc châu Âu, trong đó thể hiện đuôi ngắn một cách tự nhiên. Là hậu duệ của các giống như cừu Na Uy là cừu Spelsau được đưa đến Iceland bởi những người định cư đầu tiên, cừu Iceland đã được nuôi trong một ngàn năm trong một môi trường rất khắc nghiệt. Do đó, chúng là động vật ăn cỏ khá giỏi thích nghi với môi trường này.

## Đặc điểm
Các con cừu Iceland là một giống cỡ vừa, nói chung chúng có chân ngắn và chắc nịch. Các lông cừu chiên Iceland có màu trắng cũng như một loạt các màu sắc khác, bao gồm một loạt các màu nâu, xám, và đen. Chúng tồn tại trong cả hai chủng có sừng và khuyết sừng. Nói chung, chúng lại không có hớt lông cho mùa đông, các loài này là rất nhiệt huyết. Sinh đẻ nhiều là rất phổ biến ở cừu cái Iceland, với một tỷ lệ phần trăm săn sóc trừu con từ 175% - 220%. 

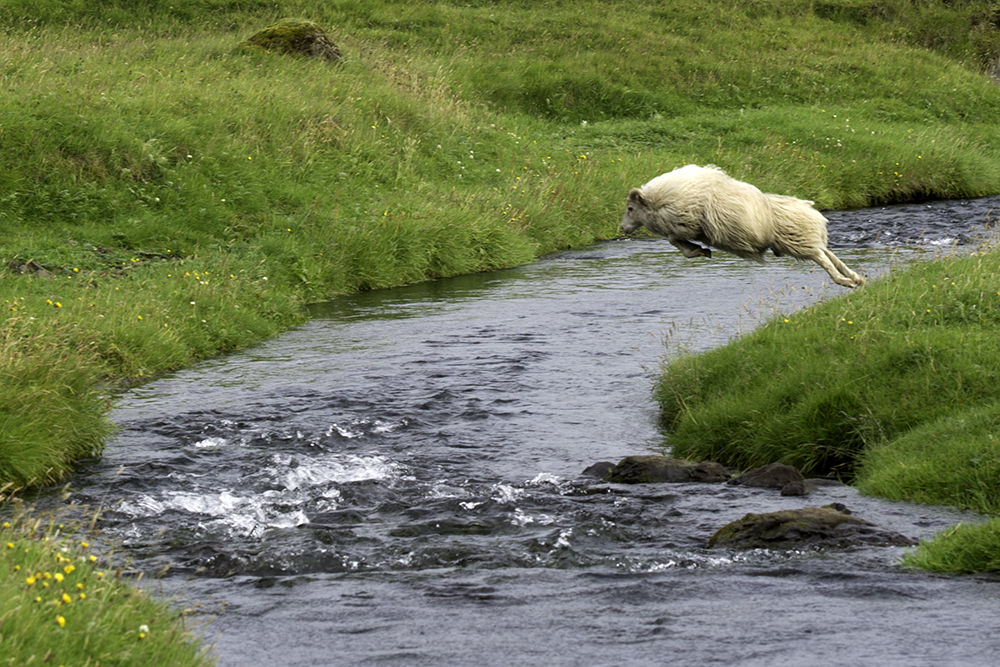
Một con cừu đực

Cừu cái có thể giao phối vào đầu năm đến bảy tháng, mặc dù nhiều nông dân cho đến khi mùa đông thứ hai chờ cừu trước khi cho phép chúng sinh sản. Chúng là những đàn nhân giống theo mùa và trưởng thành động dục khoảng tháng mười. Mùa sinh sản có thể kéo dài đến bốn tháng. Cừu đực trở nên trưởng thành sớm và có thể bắt đầu sinh sản sớm nhất là năm tháng.
Các màu sắc của con cừu Iceland được thừa kế trong một cách tương tự như những con cừu khác, nhưng chúng hiển thị nhiều hơn trong màu sắc và hoa văn hơn hầu hết các giống khác, và có một số biến thể chưa từng thấy trong con cừu khác. Mỗi con cừu mang theo ba gen có ảnh hưởng đến màu sắc của những con chiên, và cho mỗi gen có alen trội và lặn. Mỗi con chiên con sẽ nhận được một allele từ cha mẹ của mỗi gen hiển thị. Các màu cơ bản của tất cả các con chiên của Iceland là một trong hai màu đen, trắng hoặc moorit (màu nâu), từng đến trong một loạt các màu và tông màu. Đen là alen trội. Sự xuất hiện của những màu sắc có thể được thay đổi bằng vết loang và đốm.
Tại Iceland, giống cừu này là hầu như chỉ được nuôi để lấy thịt. Cừu non không được cho ăn hoặc tăng hormone nhất định. Các con chiên đã sẵn sàng cho việc làm thịt bởi 4-5 tháng, khi chúng cân nặng từ 70 đến 90 pounds (32–41 kg). Thịt có kết cấu mịn và riêng biệt, hương vị tinh tế. Thịt cừu Iceland được coi là một phong cách sành ăn. 
Trong lịch sử cừu Iceland đã được sử dụng để cho sữa. Có một khoảng thời gian tám tuần, nơi con cừu cái Iceland cho sữa. Sau hai tuần đầu tiên, những con chiên đã được cai sữa từ mẹ. Sau đó, trong sáu tuần tới, cừu sẽ được vắt sữa hàng ngày.
Cung cấp hầu hết khoảng 1 lít (2 imp pt) sữa mỗi ngày, trong khi con cừu cái tốt sẽ cho 2 lít (4 imp pt) vào 3 lít (5 imp pt). Sữa được sử dụng trực tiếp, hoặc làm thành bơ, pho mát, một pho mát mềm Iceland gọi skyr, hoặc sữa chua ngọt tự nhiên. Sữa cừu là giàu pho mát, bởi vì nó là chất béo và chất rắn hòa tan. Một sản lượng cao của pho mát chất lượng cao do đó có thể được làm từ một lượng nhỏ sữa.

## Chăn nuôi

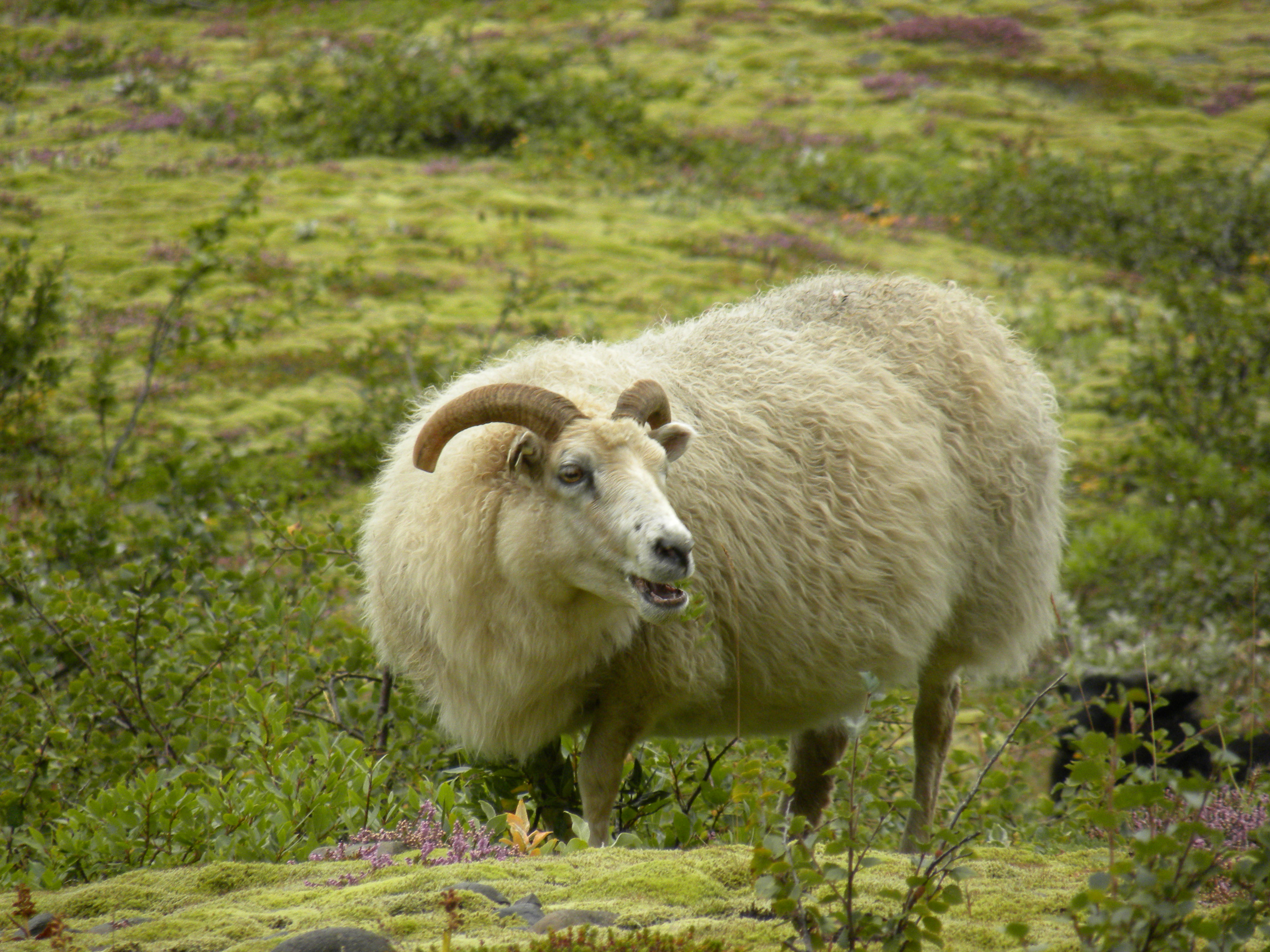

Chúng có tính bầy đàn cao nên dễ quản lý, chúng thường đi kiếm ăn theo đàn nên việc chăm sóc và quản lý rất thuận lợi. Chúng cũng là loài dễ nuôi, mau lớn, ít tốn công chăm sóc. So với chăn nuôi bò thì chúng là vật nuôi dễ tính hơn, thức ăn của chúng rất đa dạng, thức ăn của chúng là những loại không cạnh tranh với lương thực của người. Chúng là động vật có vú ăn rất nhiều cỏ. Hầu hết chúng gặm cỏ và ăn các loại cỏ khô khác, tránh các phần thực vật có gỗ nhiều. Chúng có chế độ hoạt động ban ngày, ăn từ sáng đến tối, thỉnh thoảng dừng lại để nghỉ ngơi và nhai lại. Đồng cỏ lý tưởng cho chúng như cỏ và cây họ Đậu. Khác với thức ăn gia súc, thức ăn chính của chúng trong mùa đông là cỏ khô.
Chúng là loài ăn tạp, có thể ăn được nhiều loại thức ăn bao gồm thức ăn thô xanh các loại như: rơm cỏ tươi, khô, rau, củ quả bầu bí các loại, phế phụ phẩm công nông nghiệp và các loại thức ăn tinh bổ sung như cám gạo ngũ cốc. Mỗi ngày chúng có thể ăn được một lượng thức ăn 15-20% thể trọng. Chúng cần một lượng thức ăn tính theo vật chất khô bằng 3,5% thể trọng. Với nhu cầu 65% vật chất khô từ thức ăn thô xanh (0,91 kg) và 35% vật chất khô từ thức ăn tinh (0,49 kg). Khi cho chúng ăn loại thức ăn thô xanh chứa 20% vật chất khô và thức ăn tinh chứa 90% vật chất khô.
Nguồn nước uống là nhu cầu cơ bản của chúng. Lượng nước cần cho chúng biến động theo mùa và loại và chất lượng thực phẩm mà chúng tiêu thụ. Khi chúng ăn nhiều trong các tháng đầu tiên và có mưa (kể cả sương, khi chúng ăn vào sáng sớm), chúng cần ít nước hơn. Khi chúng ăn nhiều cỏ khô thì chúng cần nhiều nước. Chúng cũng cần uống nước sạch, và có thể không uống nếu nước có tảo hoặc chất cặn. Trong một số khẩu phần ăn của chúng cũng bao gồm các khoáng chất, hoặc trộn với lượng ít.

## Chăm sóc
Sau khi cho phối giống 16-17 ngày mà không có biểu hiện động dục lại là có thể cừu đã có chửa, Căn cứ vào ngày phối giống để chuẩn bị đỡ đẻ cho cừu (thời gian mang thai của cừu 146-150 ngày) nhằm hạn chế cừu sơ sinh bị chết; Có thể bồi dưỡng thêm thức ăn tinh và rau cỏ non cho cừu có chửa nhưng tuyệt đối tránh thức ăn hôi mốc; Khi có dấu hiệu sắp đẻ (bầu vú căng, xuống sữa, sụt mông, âm hộ sưng to, dịch nhờn chảy ra, cào bới sàn…) nên nhốt ở chuồng riêng có lót ổ rơm và chăn dắt gần, tránh đồi dốc.
Thông thường cừu mẹ nằm đẻ nhưng cũng có trường hợp đứng đẻ, tốt nhất nên chuẩn bị đỡ đẻ cho cừu; Sau khi đẻ cừu mẹ tự liếm cho con. Tuy nhiên, vẫn phải lấy khăn sạch lau khô cho cừu con, nhất là ở miệng và mũi cho cừu con dễ thở. Lấy chỉ sạch buộc cuống rốn (cách rốn 4–5 cm), cắt cuống rốn cho cừu con và dùng cồn Iod để sát trùng; Giúp cừu con sơ sinh đứng dậy bú sữa đầu càng sớm càng tốt (vì trong sữa đầu có nhiều kháng thể tự nhiên); Đẻ xong cho cừu mẹ uống nước thoải mái (có pha đường 1% hoặc muối 0.5%)
Cừu con trong 10 ngày đầu sau khi đẻ cừu con bú sữa mẹ tự do; Từ 11-21 ngày tuổi cừu con bú mẹ 3 lần/ngày, nên tập cho cừu con ăn thêm thức ăn tinh và cỏ non, ngon; 80-90 ngày tuổi có thể cai sữa. Giai đoạn này phải có cỏ tươi non, ngon cho cừu con để kích thích bộ máy tiêu hóa phát triển (đặc biệt là dạ cỏ) và bù đắp lượng dinh dưỡng thiếu hụt do sữa mẹ cung cấp không đủ; Cừu sinh trưởng và phát triển nhanh, mạnh ở giai đoạn này.